# Llista d'asteroides/178201-178300
| Nom                  | Designació provisional | Data de descobriment   | Lloc de descobriment   | Descobridor/s                                          |
| -------------------- | ---------------------- | ---------------------- | ---------------------- | ------------------------------------------------------ |
| 178201 -             | 2006 UD329             | 21 d'octubre de 2006   | Kitt Peak              | Spacewatch                                             |
| 178202 -             | 2006 VZ6               | 10 de novembre de 2006 | Kitt Peak              | Spacewatch                                             |
| 178203 -             | 2006 VB12              | 11 de novembre de 2006 | Mount Lemmon           | Mount Lemmon Survey                                    |
| 178204 -             | 2006 VK13              | 10 de novembre de 2006 | Kitt Peak              | Spacewatch                                             |
| 178205 -             | 2006 VZ15              | 9 de novembre de 2006  | Kitt Peak              | Spacewatch                                             |
| 178206 -             | 2006 VM26              | 10 de novembre de 2006 | Kitt Peak              | Spacewatch                                             |
| 178207 -             | 2006 VC33              | 11 de novembre de 2006 | Catalina               | CSS                                                    |
| 178208 -             | 2006 VN41              | 12 de novembre de 2006 | Mount Lemmon           | Mount Lemmon Survey                                    |
| 178209 -             | 2006 VZ49              | 10 de novembre de 2006 | Kitt Peak              | Spacewatch                                             |
| 178210 -             | 2006 VR55              | 11 de novembre de 2006 | Kitt Peak              | Spacewatch                                             |
| 178211 -             | 2006 VQ56              | 11 de novembre de 2006 | Kitt Peak              | Spacewatch                                             |
| 178212 -             | 2006 VB59              | 11 de novembre de 2006 | Kitt Peak              | Spacewatch                                             |
| 178213 -             | 2006 VT61              | 11 de novembre de 2006 | Kitt Peak              | Spacewatch                                             |
| 178214 -             | 2006 VR64              | 11 de novembre de 2006 | Kitt Peak              | Spacewatch                                             |
| 178215 -             | 2006 VM79              | 12 de novembre de 2006 | Mount Lemmon           | Mount Lemmon Survey                                    |
| 178216 -             | 2006 VN86              | 14 de novembre de 2006 | Socorro                | LINEAR                                                 |
| 178217 -             | 2006 VM94              | 15 de novembre de 2006 | Catalina               | CSS                                                    |
| 178218 -             | 2006 VR100             | 11 de novembre de 2006 | Catalina               | CSS                                                    |
| 178219 -             | 2006 VU111             | 13 de novembre de 2006 | Kitt Peak              | Spacewatch                                             |
| 178220 -             | 2006 VH120             | 14 de novembre de 2006 | Mount Lemmon           | Mount Lemmon Survey                                    |
| 178221 -             | 2006 VO138             | 15 de novembre de 2006 | Kitt Peak              | Spacewatch                                             |
| 178222 -             | 2006 VV143             | 15 de novembre de 2006 | Catalina               | CSS                                                    |
| 178223 -             | 2006 VT144             | 15 de novembre de 2006 | Catalina               | CSS                                                    |
| 178224 -             | 2006 VL153             | 8 de novembre de 2006  | Palomar                | NEAT                                                   |
| 178225 -             | 2006 VP153             | 8 de novembre de 2006  | Palomar                | NEAT                                                   |
| 178226 Rebeccalouise | 2006 VP156             | 9 de novembre de 2006  | Apache Point           | A. C. Becker, A. W. Puckett, J. Kubica                 |
| 178227 -             | 2006 WF1               | 16 de novembre de 2006 | Calvin-Rehoboth        | Calvin College                                         |
| 178228 -             | 2006 WK2               | 16 de novembre de 2006 | Kitt Peak              | Spacewatch                                             |
| 178229 -             | 2006 WF8               | 16 de novembre de 2006 | Mount Lemmon           | Mount Lemmon Survey                                    |
| 178230 -             | 2006 WK8               | 16 de novembre de 2006 | Socorro                | LINEAR                                                 |
| 178231 -             | 2006 WT43              | 16 de novembre de 2006 | Mount Lemmon           | Mount Lemmon Survey                                    |
| 178232 -             | 2006 WE53              | 16 de novembre de 2006 | Catalina               | CSS                                                    |
| 178233 -             | 2006 WS60              | 17 de novembre de 2006 | Catalina               | CSS                                                    |
| 178234 -             | 2006 WY78              | 18 de novembre de 2006 | Kitt Peak              | Spacewatch                                             |
| 178235 -             | 2006 WA97              | 19 de novembre de 2006 | Kitt Peak              | Spacewatch                                             |
| 178236 -             | 2006 WZ104             | 19 de novembre de 2006 | Kitt Peak              | Spacewatch                                             |
| 178237 -             | 2006 WV131             | 17 de novembre de 2006 | Mount Lemmon           | Mount Lemmon Survey                                    |
| 178238 -             | 2006 WJ157             | 22 de novembre de 2006 | Catalina               | CSS                                                    |
| 178239 -             | 2006 WR169             | 23 de novembre de 2006 | Kitt Peak              | Spacewatch                                             |
| 178240 -             | 2006 XP5               | 6 de desembre de 2006  | Palomar                | NEAT                                                   |
| 178241 -             | 2006 XC32              | 9 de desembre de 2006  | Kitt Peak              | Spacewatch                                             |
| 178242 -             | 2006 YX                | 16 de desembre de 2006 | Kitt Peak              | Spacewatch                                             |
| 178243 Schaerding    | 2006 YH13              | 22 de desembre de 2006 | Gaisberg               | R. Gierlinger                                          |
| 178244 -             | 2006 YY45              | 21 de desembre de 2006 | Catalina               | CSS                                                    |
| 178245 -             | 2007 BT                | 16 de gener de 2007    | Anderson Mesa          | LONEOS                                                 |
| 178246 -             | 2007 BZ38              | 24 de gener de 2007    | Catalina               | CSS                                                    |
| 178247 -             | 2007 DB8               | 21 de febrer de 2007   | RAS                    | A. Lowe                                                |
| 178248 -             | 2007 RY50              | 9 de setembre de 2007  | Kitt Peak              | Spacewatch                                             |
| 178249 -             | 2007 RX236             | 13 de setembre de 2007 | Catalina               | CSS                                                    |
| 178250 -             | 2007 TG23              | 10 d'octubre de 2007   | Catalina               | CSS                                                    |
| 178251 -             | 2007 TB170             | 12 d'octubre de 2007   | Socorro                | LINEAR                                                 |
| 178252 -             | 2007 TU171             | 13 d'octubre de 2007   | Socorro                | LINEAR                                                 |
| 178253 -             | 2007 UA100             | 30 d'octubre de 2007   | Kitt Peak              | Spacewatch                                             |
| 178254 -             | 2007 VH83              | 4 de novembre de 2007  | Mount Lemmon           | Mount Lemmon Survey                                    |
| 178255 -             | 2007 VN93              | 3 de novembre de 2007  | Socorro                | LINEAR                                                 |
| 178256 Juanmi        | 2007 VR102             | 3 de novembre de 2007  | La Cañada              | J. Lacruz                                              |
| 178257 -             | 2007 VZ116             | 3 de novembre de 2007  | Kitt Peak              | Spacewatch                                             |
| 178258 -             | 2007 VK193             | 4 de novembre de 2007  | Mount Lemmon           | Mount Lemmon Survey                                    |
| 178259 -             | 2007 VV202             | 7 de novembre de 2007  | Mount Lemmon           | Mount Lemmon Survey                                    |
| 178260 -             | 2007 VO290             | 14 de novembre de 2007 | Kitt Peak              | Spacewatch                                             |
| 178261 -             | 2007 VH302             | 14 de novembre de 2007 | RAS                    | A. Lowe                                                |
| 178262 -             | 2007 WK7               | 18 de novembre de 2007 | Socorro                | LINEAR                                                 |
| 178263 -             | 2007 WV55              | 29 de novembre de 2007 | Lulin Observatory      | LUSS                                                   |
| 178264 -             | 2007 YU2               | 16 de desembre de 2007 | Bergisch Gladbach      | W. Bickel                                              |
| 178265 -             | 2007 YJ55              | 31 de desembre de 2007 | Mount Lemmon           | Mount Lemmon Survey                                    |
| 178266 -             | 2007 YJ56              | 30 de desembre de 2007 | Mount Lemmon           | Mount Lemmon Survey                                    |
| 178267 -             | 2007 YG59              | 31 de desembre de 2007 | OAM                    | OAM                                                    |
| 178268 -             | 2008 AH32              | 13 de gener de 2008    | Kitt Peak              | Spacewatch                                             |
| 178269 -             | 4178 P-L               | 24 de setembre de 1960 | Palomar                | C. J. van Houten, I. van Houten-Groeneveld, T. Gehrels |
| 178270 -             | 6822 P-L               | 24 de setembre de 1960 | Palomar                | C. J. van Houten, I. van Houten-Groeneveld, T. Gehrels |
| 178271 -             | 9084 P-L               | 17 d'octubre de 1960   | Palomar                | C. J. van Houten, I. van Houten-Groeneveld, T. Gehrels |
| 178272 -             | 1312 T-2               | 29 de setembre de 1973 | Palomar                | C. J. van Houten, I. van Houten-Groeneveld, T. Gehrels |
| 178273 -             | 1400 T-2               | 29 de setembre de 1973 | Palomar                | C. J. van Houten, I. van Houten-Groeneveld, T. Gehrels |
| 178274 -             | 2031 T-2               | 29 de setembre de 1973 | Palomar                | C. J. van Houten, I. van Houten-Groeneveld, T. Gehrels |
| 178275 -             | 4080 T-2               | 29 de setembre de 1973 | Palomar                | C. J. van Houten, I. van Houten-Groeneveld, T. Gehrels |
| 178276 -             | 5120 T-2               | 25 de setembre de 1973 | Palomar                | C. J. van Houten, I. van Houten-Groeneveld, T. Gehrels |
| 178277 -             | 5213 T-2               | 25 de setembre de 1973 | Palomar                | C. J. van Houten, I. van Houten-Groeneveld, T. Gehrels |
| 178278 -             | 2136 T-3               | 16 d'octubre de 1977   | Palomar                | C. J. van Houten, I. van Houten-Groeneveld, T. Gehrels |
| 178279 -             | 2194 T-3               | 16 d'octubre de 1977   | Palomar                | C. J. van Houten, I. van Houten-Groeneveld, T. Gehrels |
| 178280 -             | 2357 T-3               | 16 d'octubre de 1977   | Palomar                | C. J. van Houten, I. van Houten-Groeneveld, T. Gehrels |
| 178281 -             | 2635 T-3               | 16 d'octubre de 1977   | Palomar                | C. J. van Houten, I. van Houten-Groeneveld, T. Gehrels |
| 178282 -             | 3089 T-3               | 16 d'octubre de 1977   | Palomar                | C. J. van Houten, I. van Houten-Groeneveld, T. Gehrels |
| 178283 -             | 4261 T-3               | 16 d'octubre de 1977   | Palomar                | C. J. van Houten, I. van Houten-Groeneveld, T. Gehrels |
| 178284 -             | 1978 WB1               | 29 de novembre de 1978 | Palomar                | S. J. Bus, C. T. Kowal                                 |
| 178285 -             | 1981 EA33              | 1 de març de 1981      | Siding Spring          | S. J. Bus                                              |
| 178286 -             | 1981 EQ35              | 2 de març de 1981      | Siding Spring          | S. J. Bus                                              |
| 178287 -             | 1981 UW27              | 24 d'octubre de 1981   | Palomar                | S. J. Bus                                              |
| 178288 -             | 1983 QF1               | 30 d'agost de 1983     | Palomar                | J. Gibson                                              |
| 178289 -             | 1989 TH3               | 7 d'octubre de 1989    | La Silla               | E. W. Elst                                             |
| 178290 -             | 1989 TD4               | 7 d'octubre de 1989    | La Silla               | E. W. Elst                                             |
| 178291 -             | 1989 UV7               | 29 d'octubre de 1989   | Cerro Tololo           | S. J. Bus                                              |
| 178292 -             | 1990 QZ19              | 17 d'agost de 1990     | Palomar                | A. Lowe                                                |
| 178293 -             | 1990 SN                | 17 de setembre de 1990 | Kitt Peak              | Spacewatch                                             |
| 178294 Wertheimer    | 1990 TA12              | 11 d'octubre de 1990   | Tautenburg Observatory | F. Börngen, L. D. Schmadel                             |
| 178295 -             | 1992 DJ6               | 29 de febrer de 1992   | La Silla               | UESAC                                                  |
| 178296 -             | 1992 SM6               | 26 de setembre de 1992 | Kitt Peak              | Spacewatch                                             |
| 178297 -             | 1993 FK31              | 19 de març de 1993     | La Silla               | UESAC                                                  |
| 178298 -             | 1993 FT51              | 17 de març de 1993     | La Silla               | UESAC                                                  |
| 178299 -             | 1993 FU53              | 17 de març de 1993     | La Silla               | UESAC                                                  |
| 178300 -             | 1993 ON                | 24 de juliol de 1993   | Stroncone              | A. Vagnozzi                                            |